# 9 agosto 378. Il giorno dei barbari
9 agosto 378. Il giorno dei barbari è un saggio storico di Alessandro Barbero con illustrazioni di Sergio Toppi.

## Descrizione
Il libro è incentrato su un episodio fondamentale della storia militare della Tarda antichità, la battaglia di Adrianopoli, che rivelò per la prima volta in maniera conclamata l'inadeguatezza dell'Impero romano nella sua secolare politica di controllo dei confini, da un lato, e dei gravi problemi di coesione interna dall'altro. La battaglia si è svolta nello spazio temporale di due giorni e il libro ne ripercorre i fatti come vengono riportati dagli storici romani, in particolare da Ammiano Marcellino.

## Edizioni
- 9 agosto 378. Il giorno dei barbari, Collana I Robinson. Letture, Roma-Bari, Laterza, 2005, ISBN 978-88-420-7765-7; Collana Economica n.445, Laterza, 2007, ISBN 978-88-420-8409-9.
- The Day of the Barbarians: the Battle that Led to the Fall of the Roman Empire, Bloomsbury Publishing USA, 2008.
- 9 agosto 378. Il giorno dei barbari, Nuova edizione, illustrazioni di Sergio Toppi, Collana I Robinson. Letture, Roma-Bari, Laterza, 2022, ISBN 978-88-581-4943-0.